# 귄터 리트핀
귄터 리트핀(독일어: Günter Litfin, 1937년 1월 19일~1961년 8월 24일)은 독일의 재단사로, 베를린 장벽에서 사망한 두 번째 사람이 되었다. 리트핀은 동독 국경 부대에 의해 살해된 첫 번째 희생자이며 총상에 굴복한 첫 번째 희생자이며 첫 번째 남성 희생자이다.

## 생애
귄터 리트핀은 1937년 1월 19일 나치 독일 베를린에서 쌍둥이 형제 알로이스와 함께 태어났다. 리트핀은 동독 동베를린의 바이센시 자치구에서 살았고, 아버지 알베르트(육사)와 마찬가지로 서독의 중도우파 정당인 기민련의 불법 지방지부의 일원이었다. 재단사였던 리트핀은 서베를린 동물원 근처에서 일하는 그렌츠갱어(국경간 통근자)였다. 1961년 8월 13일 동베를린과 서베를린의 국경이 동독에 의해 갑자기 폐쇄되었고, 사실상 동베를린에 갇혔다. 국경이 폐쇄되기 직전, 리트핀은 자신의 직장과 더 가까운 서베를린 샬로텐부르크에 아파트를 발견했고, 하루 전날인 8월 12일 동생 위르겐과 함께 새 아파트를 마련하기 위해 샬로텐부르크로 차를 몰고 갔다. 동독을 탈출하려는 리트핀의 의도는 다음 날 아침 이미 도로 블록이 설치되고 베를린 장벽의 첫 번째 철조망이 세워졌기 때문에 갑자기 중단되었다.

## 사망
8월 24일 오후 4시경, 리트핀은 슈프레 강의 작은 항구인 훔볼트타펜에서 서쪽으로 분기하여 서베를린으로 향하는 작은 운하를 통해 계획된 경로로 수영하여 불법 탈출을 시도하였다. 그러나 국경을 구성하는 철도 다리를 건너자마자 동독 교통경찰에 의해 발견되었고 즉시 수영하여 돌아오라는 명령을 받았다. 리트핀은 서베를린 쪽의 강을 빠져나가기 위해 물에서 손을 들어 올린 후 총에 맞아 사망하였다.
리트핀은 1961년 8월 31일 바이센시에 있는 성 헤트비히 묘지에 묻혔다. 장례식에 슈타지 요원들이 참석한 덕분에 그의 죽음에 숨겨진 진실이 공개적으로 드러나지 않게 되었다. 그의 동생 위르겐에 따르면 장례식은 "희극"이었는데, 대부분의 애도자들은 그의 형의 죽음이 우연이 아니며 그가 동독을 떠나려다 살해당했다는 것을 알았기 때문이었다.

## 여파
귄터 리트핀과 다른 모든 장벽 희생자들을 기념하기 위해 1992년 위르겐 리트핀(귄터 리트핀의 동생)의 주도로 기념관이 세워졌다. 베를린-슈판다우어 쉬파흐르츠카날에 위치한 옛 키엘러 에크(Kieler Eck)의 망루에 위치해 있다. 또한 2000년 8월 24일, 이전 이름이었던 스트라세 209(Stra Nichee 209) 거리가 귄터-리트핀-스트라세 (Gunter-Litfin-Stra Niche)로 개칭되었다. 또한 그의 고향인 바이센시의 거리도 그의 이름을 따서 지어졌다. 라이히스타그 건물 옆에 있는 화이트 크로스 기념 장소에 있는 십자가 중 하나가 그에게 바쳐졌다.
베를린 장벽의 붕괴와 그에 따른 동서독 통일 이후 베를린 지방법원은 리트핀을 총살한 혐의로 기소된 국경수비대에 대해 과실치사죄를 인정하여 징역 18개월의 집행유예를 선고하였다.

## 같이 보기
- 1961년 베를린 위기

### 참고 문헌
- Jürgen Litfin: Tod durch fremde Hand. Das erste Maueropfer in Berlin und die Geschichte einer Familie. Verlag der Nation, Husum 2006, ISBN 978-3-373-00524-7.
- Mathias Mesenhöller: Die grausame Mauer. In: Geo, 08/2011, p. 73.
- Christine Brecht: Günter Litfin, in: Die Todesopfer an der Berliner Mauer 1961–1989. Ein biographisches Handbuch. Links, Berlin 2009, ISBN 978-3-86153-517-1, pp. 37–39.